# Gabrielle
Louise Gabrielle Bobb, bedre kendt som Gabrielle er en R&B/pop-sangerinde fra Storbritannien.

## Diskografi
- Find your way (1993)
- Gabrielle (1996)
- Rise (1999)
- Play to win (2004)
- Always (2008)